# 烏里布爾烏帕齊拉
烏里布爾乌帕齐拉是孟加拉国古里格拉姆縣的一个乌帕齐拉，位於朗布爾专区的古里格拉姆縣。。

## 人口
據1991年孟加拉國人口普查，烏里布爾共有戶數63,216戶，人口410890人。其中男性佔比50.00%，女性佔比50.00%；成年人口153,939人。該地7歲以上人口之平均識字率為45.1%，高於全國平均值（32.4%）。